# Битуња
Битуња је насељено мјесто у општини Берковићи, у Републици Српској, БиХ. Према попису становништва из 1991. у насељу је живјело 335 становника.
Овдје се налазе Некропола са стећцима Поткук и Праисторијски тумули и некропола са стећцима Баба у Горњој Битуњи.

## Становништво
| Демографија | Демографија | Демографија |
| Година      | Становника  | Становника  |
| ----------- | ----------- | ----------- |
| 1948.       | 496         |             |
| 1953.       | 479         |             |
| 1961.       | 468         |             |
| 1971.       | 480         |             |
| 1981.       | 403         |             |
| 1991.       | 335         |             |